# ئی قنطورس
ای قنطورس یک ستاره است که در صورت فلکی قنطورس قرار دارد.